# AWM Antivirus
AWM Antivirus é um falso antivírus pertencente à família do A•Fast Antivirus e instalado em computadores com o sistema operativo Microsoft Windows através de cavalos de troia. O programa está configurado para ser iniciado sempre que o Windows inicia e para que o gestor de tarefas, o editor do registro do Windows e programas antivírus e anti-spyware não possam ser iniciados pelo utilizador até que este adquira o programa. Uma vez iniciado, o AWM Antivirus 'examina' o computador, mostrando no final desse exame uma lista com ameaças inexistentes e que só podem ser removidas se o utilizador adquirir o programa.
Enquanto o AWM Antivirus está a ser executado, mostra também alertas que dizem ao usuário que o seu computador está infectado e que o programa está a ser descarregado e instalado pelo Windows, para assim proteger o computador. Tal como os resultados do exame, estes alertas são falsos e devem ser ignorados pelo utilizador.